# Disturbo schizotipico di personalità
Il disturbo schizotipico di personalità (DSP o StPD, dall'inglese schizotypal personality disorder) è un disturbo di personalità classificato nel gruppo A dal DSM-5, caratterizzato da tendenza all'isolamento personale e spesso dall'esclusione sociale, da stranezze del comportamento con uno stile comunicativo e di pensiero eccentrico, tipicamente vago o metaforico, da idee di riferimento o credenze insolite, di solito vertenti su pensiero "magico" o estranee al sostrato sociale; inoltre sono presenti percezioni insolite (derealizzazione, depersonalizzazione, distorsioni cognitive, molto raramente allucinazioni, ecc.), ideazione paranoica lieve, e altre manifestazioni minori.
Talvolta ci si riferisce ad esso come schizotipia, pur essendo questa un'entità nosografica leggermente diversa, ossia una teoria psichica riguardante patologie dello spettro schizofrenico ma meno gravi della schizofrenia vera, a differenza del disturbo schizotipico che è invece un disturbo della personalità, anche se spesso la schizotipia (parola derivata da schizofrenia e che rimanda all'avere una "personalità scissa", nonché contrazione di "fenotipo schizofrenico") - ossia la stranezza e l'eccentricità senza però la presenza di vera psicosi e con mantenimento di insight (autoconsapevolezza della propria condizione) - viene descritta spesso come la caratteristica tipica del disturbo.
Il paziente solitamente va in terapia per disturbi collegati o direttamente derivati da esso (quali ansia, attacchi di panico, timidezza eccessiva, depressione) poiché inizialmente (come spesso in questi disturbi di personalità) non riconosce il proprio stile di vita come dannoso o problematico. A differenza della schizofrenia vera, anche in forma leggera, la prognosi del DSP è sensibilmente migliore.
Il disturbo schizotipico ha anche frequente comorbilità con altri disturbi psichici, ad esempio il disturbo ossessivo-compulsivo, il disturbo depressivo e la distimia, altri disturbi d'ansia, la fobia sociale, altri disturbi di personalità (evitante, borderline, schizoide, paranoide), con altri disturbi dell'umore e l'organizzazione borderline (caratteristica dei disturbi di personalità), nonché il disturbo da uso di sostanze.

## Epidemiologia
Colpisce circa tra l'1 e il 3% della popolazione, e prevalentemente i maschi. Come altri disturbi simili, si tratta del disturbo di personalità più diffuso fra le persone senzatetto negli Stati Uniti d'America.

## Descrizione
È un disturbo appartenente al gruppo cluster A della classificazione dei manuali DSM dei disturbi di personalità, cioè è una personalità che a prima vista appare strana, chiusa in sé, o eccentrica. Le idee di riferimento degli schizotipici non sono propriamente idee fisse e non sono, infatti, connotate dalla sospettosità e ostilità tipica delle idee dei paranoici, e non sono solitamente nemmeno completamente avulse dalla realtà, come invece è il delirio presente nelle psicosi e nel disturbo delirante.

### Cause
Il disturbo si sviluppa già nell'infanzia o nella pre-adolescenza; oltre a un'origine biologica con caratteristiche predisponenti (anomalie fisiche a volte rilevabili della corteccia cerebrale, del lobo temporale, differenze biochimiche nel liquor cefalorachidiano e disfunzioni dei neurotrasmettitori) e famigliarità genetica  con le malattie mentali dello spettro schizofrenico (schizofrenia, disturbo schizoaffettivo) o di quello psicotico in generale (disturbo bipolare, disturbo delirante, depressione psicotica, psiconevrosi, psicosi da sostanze, da lesione cerebrale o malattie cerebrali), si pensa che possa anche influire l'ambiente di crescita sullo sviluppo del disturbo durante la vita giovanile del paziente. Molti hanno subito un evento traumatico (anche solo dal loro punto di vista) avvenuto nella prima infanzia (ad esempio un abuso fisico o emotivo; una separazione precoce da una persona amata derivata da abbandono, assenza prolungata o da lutto; un grave problema di salute), o sono cresciuti a contatto con parenti stretti affetti da problemi mentali, stile genitoriale erroneo o in vere e proprie famiglie disfunzionali.
Di solito il loro ambiente viene percepito come emotivamente distante, oppure confuso nella comunicazione emotiva, e umiliante da parte di un genitore o dai coetanei, con conseguente difficoltà a fidarsi nelle relazioni. Spesso il genitore impedisce al futuro schizotipico un distacco costruttivo dall'ambiente famigliare, negandogli l'autonomia, oppure investe troppe aspettative su di lui e sulle sue prestazioni. Il mondo esterno viene fatto apparire al bambino come pericoloso o sbagliato. Se non può contare sui coetanei (da cui cresce separato per anni) o sul genitore (sia abusante, sia assente o fortemente insicuro), che spesso non vuole essere coinvolto nella vita quotidiana del figlio, egli si chiude in sé stesso e sviluppa un mondo di fantasia che porterà inconsciamente nell'età adulta.

### Difficoltà e autorappresentazione
La rappresentazione di sé che egli sviluppa è vista inconsciamente come incapace e quella dell'altro come trascurante e umiliante, portando a credere di essere dei soggetti particolari. Da bambini e da adolescenti gli schizotipici appaiono asociali, ipersensibili, con idee strane, rendimento scolastico inferiore alle loro reali capacità, a volte affetti da deficit dell'attenzione; interagiscono poco con gli altri e lo fanno in maniera bizzarra o poco consona, ad esempio con comportamenti passivo-aggressivi. Il controllo altrui è visto come insidioso e non ama le figure d'autorità. Durante l'adolescenza non ha quasi mai amici tra i coetanei, rare o assenti sono anche relazioni sentimentali o esperienze sessuali. Gli schizotipici possono facilmente finire vittime di bullismo e una volta cresciuti hanno molta difficoltà a trovare e mantenere un lavoro fisso, che spesso è di basso livello (sottoccupazione) o soggetto a mobbing, ad avere relazioni di amicizia o sentimentali, a causa delle conflittualità personali, della forte ansia in contesti sociali o delle loro idee fisse. Rischiano spesso quindi una completa solitudine per la tendenza a isolarsi, o l'esclusione sociale extrafamiliare, l'emarginazione e l'ostracismo per la loro eccentricità percepita.

### Caratteristiche
I pazienti schizotipici hanno sistemi di credenze individualizzati o non convenzionali, per esempio credono a “poteri” o percezioni o fenomeni soprannaturali. Il pensiero tipico di questi soggetti viene definito “tangenziale”, cioè allusivo e dispersivo. Capita che talvolta sembrino assorti a “rimuginare” su sé stessi. Il soggetto ha un modo di vestirsi e presentarsi peculiare, a volte trasandato, comunque sempre originale, talvolta può parlare da solo a bassa voce in pubblico, ripetendo i propri pensieri, o gesticolare lievemente e senza motivo esterno.
I pazienti affetti da questo disturbo hanno un'alta comorbilità con altri disturbi di personalità. Ciò può essere dovuto in parte al fatto che il criterio descritto dal DSM-5 e dai precedenti DSM prevede parametri che sono in comune anche con altri disturbi, creando zone di sovrapposizione. Gli altri disturbi di personalità che condividono in parte, a prima vista, certi tratti con il disturbo schizotipico sono: 
- il disturbo schizoide (anch'esso cluster A), per quanto riguarda la tendenza del soggetto a isolarsi dagli altri e la possibile presenza di anedonia verso molti ambiti, tranne interessi specifici;
- il disturbo evitante (cluster C) che presenta anch'esso sintomi di ansia e preoccupazioni - di cui il soggetto non ha il controllo - legate alle interazioni con gli altri, da cui il paziente tende a isolarsi;
- il disturbo borderline di personalità (cluster B), per l'instabile emotività (umore rapidamente fluttuante) e il timore del rifiuto sociale e personale, con possibili sporadici sintomi psicotici come derealizzazione, depersonalizzazione, ira, apatia, mania o malinconia improvvise, e dissociazione
- come nel narcisismo (cluster B) di tipo covert, il paziente si sente unico e particolare, non compreso dagli altri, svalutato
- infine le idee fisse, che sono la caratteristica principale del disturbo paranoide di personalità (cluster A): ovviamente non c'è un confine netto e preciso tra idee semplicemente “strane” e idee fisse paranoidi, benché si tratti di due stili diversi e riconoscibili.

Diagnosi differenziale anche con la sindrome di Asperger come per lo schizoide. La principale somiglianza è coi disturbi schizoidi ed evitante: in tutti e tre è presente la componente di distacco e isolamento, ma mentre lo schizoide non sente il bisogno di interazioni sociali, affettive, sessuali o sentimentali con persone esterne alla sua cerchia ristretta (per cui a volte è confuso con i disturbi dello spettro autistico come la sindrome di Asperger), lo schizotipico e l'evitante le desiderano ma al contempo le temono fortemente, perché si sentono inadeguati (nell'evitante) o perché credono che gli altri provino avversione per la loro "diversità" o sono comunque diffidenti (nello schizotipico). In certi casi lo schizotipico può rassomigliare di più allo schizoide e non sentire il bisogno di relazioni.
Questi pazienti sono comunque solitamente inibiti o bloccati nelle relazioni sociali e personali, o le affrontano in maniera atipica (avendo molta difficoltà nelle strategie di coping o adattamento), apparendo quindi strani agli occhi delle persone non famigliari e alimentando quindi un circolo chiuso di diffidenza reciproca. Si parla talvolta, nel caso di diagnosi incerta, di tratti schizotipici, o tratti del cluster A (eccentricità, paranoia, isolamento).
Lo schizotipico presenta quindi la cosiddetta "ideazione paranoide", ma senza giungere agli estremi del paranoide vero, e tende ad attribuire più agli altri individui le caratteristiche negative (condizione comunque possibile anche nell'evitante), invece di svalutare sé stesso come nel disturbo evitante, e non percepisce spesso la sua inadeguatezza, proiettandola sugli altri (preoccupandosi di possibili danni che essi potrebbero fargli: ad esempio imbrogliarlo, usarlo, diffamarlo, agire "magicamente" contro di lui, contagiarlo con malattie o procurargli problemi legali); nell'evitante e nello schizoide inoltre non sono presenti distorsioni del pensiero ed evidente eccentricità, ma solo isolamento sociale (per paura nel primo, per disinteresse nel secondo). La percezione della realtà del paziente schizotipico non è comunque gravemente alterata come nelle psicosi e nel disturbo delirante, l'esame di realtà non è completamente compromesso e il pensiero, anche se appare divagante o strano nello stile, non è disorganizzato come quello degli schizofrenici. Egli mantiene quindi un certo funzionamento, seppur al limite, come tipico di molti disturbi di personalità. Nonostante la tendenza del soggetto a chiudersi in sé, rimuginando con il pensiero, e ad isolarsi mostrando chiusura e moderata ansietà, le idee fisse hanno come detto una forma più blanda rispetto a quelle paranoidi, essendo meno ostili verso l'esterno, pur potendo diventarlo in condizioni di forte stress.
È stata dimostrata una correlazione familiare e statistica tra disturbo schizotipico e schizofrenia. Una percentuale - intorno al 12% -  di questi pazienti schizotipici che hanno anche parenti schizofrenici di grado stretto, sviluppano loro stessi la schizofrenia o il disturbo delirante, ma di solito in una forma meno grave di quella famigliare, e da cui spesso guariscono. Molto frequente è che gli schizotipici o chi ha tratti di personalità schizotipica possa sviluppare il disturbo depressivo, disturbi d'ansia, altri disturbi dell'umore come il disturbo bipolare, disturbo ossessivo-compulsivo con scarso insight (bassa consapevolezza della falsità delle ossessioni e/o scarsa resistenza alle compulsioni) e disturbi correlati dello spettro ossessivo-compulsivo (dismorfofobia delirante, ipocondria e paura delirante di germi e contagio, disturbo da controllo degli impulsi, disturbo da uso di sostanze, disturbo da alimentazione incontrollata e tricotillomania), disturbo somatoforme, che si incentrano sulle caratteristiche proprie del disturbo schizotipico (isolamento sociale, credenze bizzarre, idee fisse, ecc.) o derivano da ciò. Spesso, più che lo stile di vita che conducono, è proprio la sofferenza causata da uno di questi disturbi a spingere i pazienti ad entrare in terapia.

## Il criterio diagnostico DSM-IV TR
Il disturbo schizotipico è stato codificato nel manuale DSM-IV TR secondo questi criteri:
A - Un pattern pervasivo di deficit sociali e di comunicazione interpersonale, che implica uno stato di disagio del soggetto nelle relazioni interpersonali strette, e una ridotta capacità in esse. La difficoltà del soggetto riguarda inoltre anche distorsioni cognitive (o percettive) ed eccentricità di comportamenti. Questo quadro comincia a presentarsi nella prima età adulta (diversamente si tratta di altra patologia). Si presenta in più contesti ed è caratterizzato da almeno cinque dei seguenti sintomi:
1. idee di riferimento:  convinzione che coincidenze ed eventi esterni casuali abbiano un significato particolare e insolito specifico per sé (idee ricorrenti che però non siano idee fisse)
2. credenze insolite o stile di "pensiero magico" (possibile comorbilità con disturbo ossessivo-compulsivo), tale da influenzare il comportamento e non attinente alle norme e credenze del sostrato culturale (es: superstizione, chiaroveggenza, telepatia, sesto senso, negli adolescenti fantasie bizzarre).
3. esperienze percettive insolite; stile espressivo con contenuto verbale oscuro (vago, circostanziale o "tangenziale", metaforico, troppo elaborato o stereotipato)
4. sospettosità o ideazione paranoide
5. affettività ridotta, rigida e trattenuta o inappropriata ai contesti
6. comportamento o apparenza strani, eccentrici
7. assenza di amici stretti o confidenti all'infuori di parenti di primo grado
8. ansia sociale eccessiva, che non diminuisce familiarizzando con la persona e, diversamente dal disturbo evitante, tende a essere associata a paure di struttura paranoide e non a giudizi negativi su sé stesso

B - I sintomi non compaiono in concomitanza con la schizofrenia, né con un disturbo dell'umore di tipo psicotico, né con altri disturbi psicotici o disturbi dell'età evolutiva.

### Esperienze percettive insolite e sintomi psicotici transitori
Le esperienze percettive insolite possono essere ad esempio illusioni, uditive o visive, quali credere di vedere delle persone - una forma pervasiva della normale pareidolia - nell'ombra, nei disegni della carta da parati, nel fumo; credere di "sentire" la presenza di persone assenti; oppure in momenti di difficoltà emotiva, possono talvolta soffrire di episodi psicotici transitori (con delirio, paranoia, dissociazione, derealizzazione, depersonalizzazione, scissione, raramente vere allucinazioni, quando esse si verificano spesso sono allucinazioni uditive), brevi e con frequenza relativamente bassa (non crollo psicotico).

Pur essendoci talvolta egosintonicità in quanto disturbo di personalità, per la maggioranza del decorso il paziente con schizotipia mantiene la consapevolezza, e si rende conto dei disturbi (presenza di residuo insight), consapevolezza che spesso è invece compromessa (salvo periodi di lucidità) nella schizofrenia e nel disturbo delirante. I pazienti schizotipici, come in altri disturbi di personalità, funzionano "al limite" tra nevrosi e psicosi (c.d. organizzazione borderline di personalità). Se i criteri si manifestano in giovane età prima dell'insorgenza della schizofrenia, al disturbo si aggiunge la dicitura "pre-morboso".

### Sottotipi
Theodore Millon propose due tipi di schizotipia, pur potendo coesistere. Infatti qualsiasi individuo con disturbo di personalità schizotipico può esibire uno dei seguenti sottotipi in maniera diversa (si noti che Millon afferma essere rara la personalità con variante pura, ma piuttosto è spesso probabile una miscela di una variante maggiore con una o più varianti secondarie):
| Sottotipo               | Descrizione | Tratti di personalità |
| ----------------------- | --- | --- |
| Schizotipico "insipido" | Esagerazione strutturale del modello passivo-distaccato. Include anche comportamenti schizoidi, depressivi, dipendenti classici.     | Senso di estraneità e non-essere; apertamente grigio, pigro, inespressivo; internamente insipido, sterile, indifferente e insensibile; pensieri "oscuri", vaghi e tangenziali.                             |
| Schizotipico timoroso   | Esagerazione strutturale del modello attivo-distaccato. Include comportamenti evitanti e dipendenti negativistici/passivi-aggressivi | Circospetto e apprensivo, attento, sospettoso, guardingo, restringente, attutisce la sensibilità eccessiva; alienato da sé e dagli altri; blocca, inverte o squalifica intenzionalmente i propri pensieri. |

## Trattamento
L'uso di antipsicotici tipici, come aloperidolo, e atipici come risperidone, quetiapina, aripiprazolo e olanzapina (da usare con cautela in pazienti soggetti a ipersensibilità legata a diminuzione della dopamina), ma anche di anticonvulsivanti (come valproato di sodio) e di SSRI (specie se c'è comorbilità con disturbo ossessivo-compulsivo o depressione o disturbo bipolare) è considerato un trattamento abbastanza efficace, assieme alla psicoterapia cognitivo-comportamentale come supporto,  terapia occupazionale e aiuto psicosociale per eventuali invalidità lavorative.

### Precauzioni e prevenzione
Il paziente schizotipico deve evitare l'assunzione, durante la vita, di alcune tipi di droghe sintetiche come la metanfetamina, che sono risultate aumentare decisamente il rischio di sviluppare psicosi in questi soggetti.